# Horace Eaton
Horace Eaton, född 22 juni 1804 i Barnard, Vermont, död 4 juli 1855 i Middlebury, Vermont, var en amerikansk politiker (whig). Han var guvernör i delstaten Vermont 1846–1848.
Eaton utexaminerades 1825 från Middlebury College. Han studerade sedan medicin och arbetade som läkare i Vermont.
Eaton var ledamot av delstatens senat 1837 samt 1839–1842 och viceguvernör 1843–1846. Den 9 oktober 1846 tillträdde han som guvernör och efterträddes två år senare av Carlos Coolidge. Efter sin tid som guvernör tjänstgjorde Eaton fram till sin död som professor i kemi och naturhistoria vid Middlebury College.